# Parepisparis excusata
Parepisparis excusata är en fjärilsart som beskrevs av Walker 1860. Parepisparis excusata ingår i släktet Parepisparis och familjen mätare. Inga underarter finns listade i Catalogue of Life.